# Кирнберг-ан-дер-Манк
Кирнберг-ан-дер-Манк (нем. Kirnberg an der Mank) — коммуна (нем. Gemeinde) в Австрии, в федеральной земле Нижняя Австрия. 
Входит в состав округа Мельк.  Население составляет 1000 человек (на 31 декабря 2005 года). Занимает площадь 17,66 км². Официальный код  —  31515.

## Политическая ситуация
Бургомистр коммуны — Фердинанд Нойхаузер (АНП) по результатам выборов 2005 года.
Совет представителей коммуны (нем. Gemeinderat) состоит из 19 мест.
- АНП занимает 12 мест.
- Партия K2000 занимает 5 мест.
- СДПА занимает 2 места.